# Tyrannochthonius hypogeus
Tyrannochthonius hypogeus és una espècie d'aràcnid de l'ordre Pseudoscorpionida de la família Chthoniidae que es troba de forma endèmica a Kentucky (Estats Units).